# Xaniona complicata
Xaniona complicata är en insektsart som först beskrevs av Edwards 1928.  Xaniona complicata ingår i släktet Xaniona och familjen dvärgstritar. Inga underarter finns listade i Catalogue of Life.